# Duetto

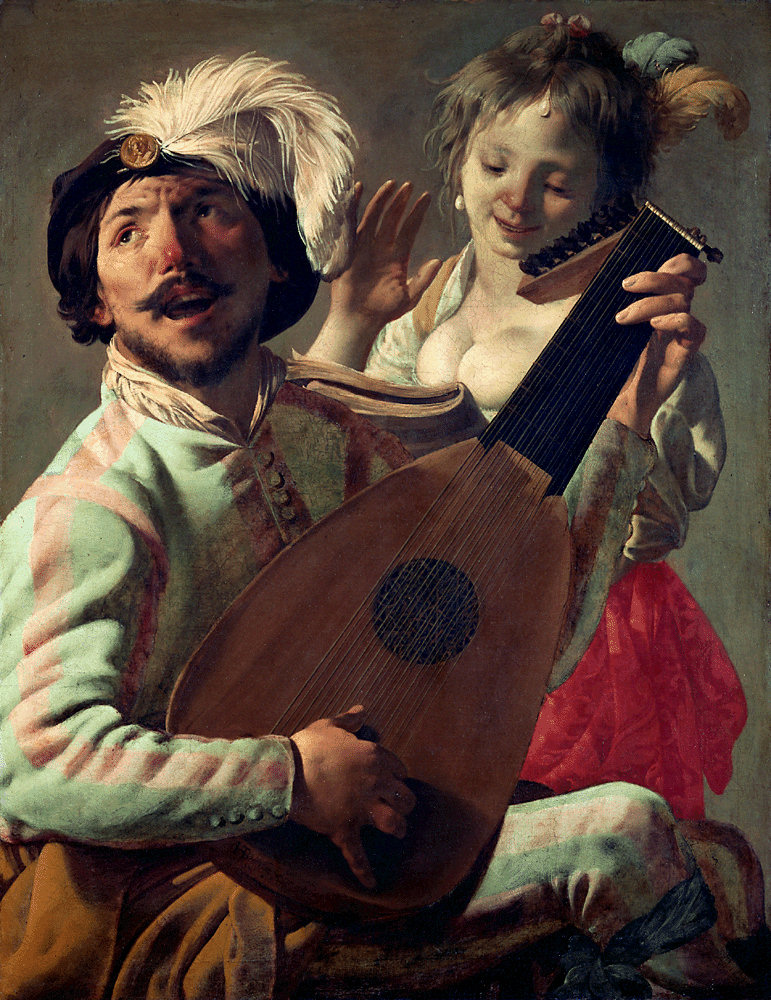
Il duetto di Hendrick ter Brugghen

Il duetto è un brano musicale per due voci soliste, con o senza accompagnamento strumentale.
Il termine nasce per indicare interpretazioni vocali a due che cantano alternandosi o insieme. Nei casi in cui le due linee di canto si sviluppano isoritmicamente, le voci si trovano spesso in intervallo di terza, di sesta oppure all'unisono.

## Il duetto nella storia dell'opera
Impiegato con parsimonia nell'opera barocca e metastasiana, nella seconda parte del Settecento e soprattutto nell'Ottocento, il duetto si sostituì progressivamente all'aria quale brano cardine di un'opera lirica. Una preferenza che il duetto si conquista grazie al suo dinamismo, conseguenza del confronto (o meglio ancora dello scontro) tra due personaggi.
La sua struttura varia a seconda delle epoche storiche e delle scuole operistiche. Nel caso di duetti brevi e privi di articolazione interna è normalmente usato il nome duettino.
L'esecuzione di canto a due voci può avere molti accoppiamenti, anche se i più diffusi sono:
- Tenore e soprano
- Tenore e mezzosoprano
- Tenore e baritono
- Tenore e basso
- Due tenori
- Soprano e mezzosoprano
- Due soprani
- Soprano e baritono
- Basso e baritono

### Famosi duetti operistici
- Ah, perdona al primo affetto (La clemenza di Tito di Wolfgang Amadeus Mozart)
- Canzonetta sull'aria (Le nozze di Figaro di Wolfgang Amadeus Mozart)
- Un soave non so che (La Cenerentola di Gioachino Rossini)
- Il rival salvar tu dei (I puritani di Vincenzo Bellini)
- Tornami a dir che m'ami (Don Pasquale di Gaetano Donizetti)
- Pura siccoma un angelo (La traviata di Giuseppe Verdi)
- Pur ti riveggo, mia dolce Aida (Aida di Giuseppe Verdi)
- Lontano, lontano, Lontano (Mefistofele di Arrigo Boito)
- Tu! tu! amore, tu! (Manon Lescaut di Giacomo Puccini)
- Vien la sera (Madama Butterfly di Giacomo Puccini)
- Suzel, buondì (L'amico Fritz di Pietro Mascagni)

## Il duo
Più raramente si utilizza il termine duetto per indicare il duo, composizione musicale per due esecutori (vocali o strumentali) solisti.
Le formazioni più diffuse sono con una voce, o strumento, e pianoforte (ad esempio: canto e pianoforte, violino e pianoforte, pianoforte a quattro mani, due pianoforti), ma non esclusive (flauto e pianoforte, clarinetto e pianoforte, violoncello e pianoforte, canto e chitarra, canto e organo, tromba e organo, eccetera). Spesso il duo è utilizzato con funzione didattica di apprendimento, per coppie di giovani esecutori oppure per un maestro e un allievo.